# Serra de Riqueus
La Serra de Riqueus és una serra situada al municipi de Moià, a la comarca del Moianès, amb una elevació màxima de 744 metres.